# Patriarchi e metropoliti di Russia
I metropoliti e patriarchi di Mosca sono i capi spirituali della Chiesa ortodossa russa: di seguito è riportato un elenco dei medesimi dal 1308.

## Storia
La storia della Chiesa ortodossa russa inizia con la conversione al cristianesimo della Rus' di Kiev a Kiev nel 988. Nel 1299 il metropolita di Kiev si trasferì a Vladimir e nel 1325 a Mosca, fino al 1441. Dal 1448 metropolita di Mosca, da ora di fatto autocefalo.
Nel 1589 la sede fu riconosciuta autocefala ed elevata a Patriarcato da parte del patriarca di Costantinopoli Geremia II Tranos. Anche se non riconosciuto de jure dagli altri 4 Patriarcati storici. Il Patriarcato fu poi abolito da Pietro il Grande nel 1721 e sostituito dall'istituzione del Santo Sinodo Governativo, di cui il vescovo metropolita di Mosca restava a capo con un procuratore imperiale. Esso fu successivamente restaurato (dopo che la creazione di un governo provvisorio russo aveva creato di fatto un vuoto istituzionale) da un Sinodo nazionale nel 1917. L'attuale patriarca è Cirillo I.
Storicamente la sede fu all'interno del Cremlino di Mosca, dopo la rivoluzione del 1917 non ebbe una sede fissa poiché i suoi stessi luogotenenti (la sede fu a lungo vacante) vennero imprigionati e perseguitati, nel 1945 trovò una nuova sede a Sergiev Posad (a oltre 70 km da Mosca) nel monastero della Trinità di San Sergio, finché nel 1983 poté avere una nuova sede, l'attuale, nel monastero Danilov in una zona semi-centrale della capitale.

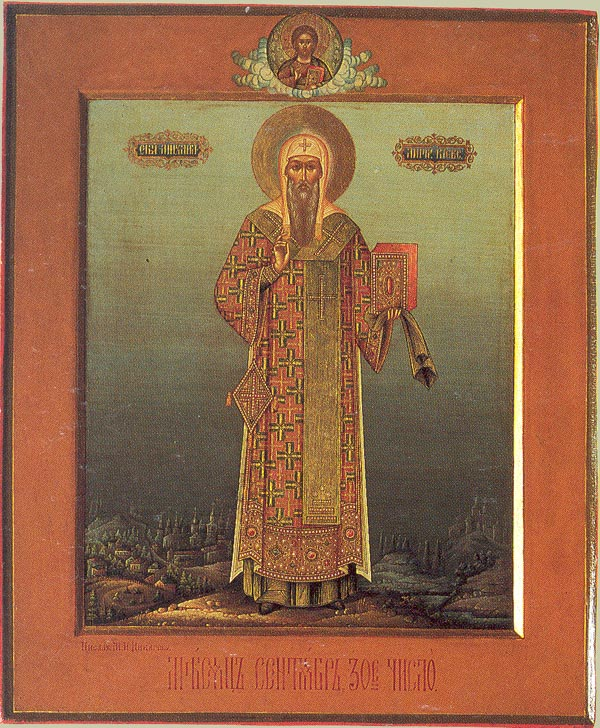
San Michele, primo metropolita di Kiev

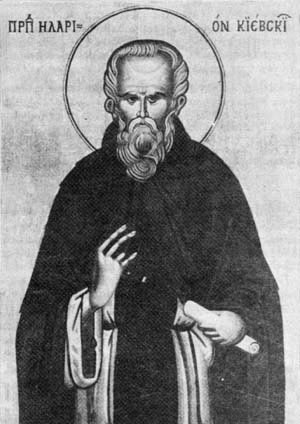
Sant'Ilarione, primo metropolita russo

## Metropoliti di Kiev (988-1461)
A seguito della conversione al cristianesimo della Rus' di Kiev fu istituita la metropolia di Kiev, dipendente dal patriarcato ecumenico di Costantinopoli.

### Periodo di Kiev (988-1299)
| Nome del metropolita                          | Inizio metropolitanato | Fine metropolitanato | Provenienza             | Luogo e anno di morte                             |
| --------------------------------------------- | ---------------------- | -------------------- | ----------------------- | ------------------------------------------------- |
| San Michele I                                 | 988                    | 15 giugno 992        | Siria?                  | Kiev, Rus' di Kiev (992)                          |
| Leonzio                                       | 992                    | 1008                 | Grecia                  | Rus' di Kiev (1108)                               |
| Giovanni I                                    | 1008                   | 1035?                | Impero bizantino?       | Rus' di Kiev (1035)                               |
| Teopompo                                      | 1035                   | 1049                 | Impero bizantino        | Rus' di Kiev (1049)                               |
| Cirillo I                                     | 1049                   | 1051                 | Impero bizantino        | ignoti                                            |
| Sant'Ilarione                                 | 1051                   | 1053                 | Rus' di Kiev            | Kiev, Rus' di Kiev (1053)                         |
| Efrem                                         | 1053                   | 1065?                | Impero bizantino        | Rus' di Kiev (1065?)                              |
| Giorgio                                       | 1065                   | 1076?                | Impero bizantino        | Rus' di Kiev (1076?)                              |
| Giovanni II                                   | 1077                   | 1089                 | Impero bizantino        | Rus' di Kiev (1089)                               |
| Giovanni III                                  | 1090                   | 1091                 | Impero bizantino        | Rus' di Kiev (1091)                               |
| Nicola                                        | 1093                   | 1104                 | Impero bizantino        | Rus' di Kiev (1104)                               |
| Niceforo I                                    | 18 dicembre 1104       | aprile 1121          | Impero bizantino        | Rus' di Kiev (1121)                               |
| Nikita                                        | 15 ottobre 1122        | 19 maggio 1126       | Impero bizantino        | Rus' di Kiev (1126)                               |
| Michele II                                    | 1130                   | 1145                 | Impero bizantino        | Impero bizantino (1145)                           |
| Clemente                                      | 27 luglio 1147         | 1155                 | Rus' di Kiev            | Rus' di Kiev (1164?)                              |
| San Costantino I                              | 1155                   | 1158                 | Impero bizantino        | Černigov, Rus' di Kiev (1159)                     |
| Teodoro                                       | agosto 1160            | giugno 1163          | Impero bizantino        | Rus' di Kiev (1163)                               |
| Giovanni IV                                   | 1164                   | 1166                 | Impero bizantino        | Rus' di Kiev (1169)                               |
| Costantino II                                 | 1167                   | 1169                 | Impero bizantino        | Impero bizantino (1177                            |
| Michele III                                   | 1170                   | ignoto               | Impero bizantino        | ignoti                                            |
| Niceforo II                                   | 1183                   | 1198                 | Impero bizantino        | Rus' di Kiev (1198)                               |
| Matteo                                        | 1201?                  | 19 agosto 1220       | Impero bizantino        | Rus' di Kiev (1220)                               |
| Cirillo II                                    | 1224                   | 1233                 | Nicea, Impero bizantino | Rus' di Kiev (1233)                               |
| Giuseppe                                      | 1237                   | 1240                 | Impero bizantino        | Rus' di Kiev (1240?)                              |
| Cirillo III                                   | 1242                   | 27 novembre 1281     | Impero bizantino        | Pereslavl', Principato di Vladimir-Suzdal' (1281) |
| San Massimo *trasferitosi a Vladimir nel 1299 | 1283                   | 1299                 | vedi sotto              | vedi sotto                                        |

Nel 1299 Massimo spostò la sede della metropolia a Vladimir, mantenendo però il titolo di "metropolita di Kiev".

### Periodo di Vladimir (1299-1325)
| Nome del metropolita                      | Ritratto | Inizio metropolitanato | Fine metropolitanato | Provenienza      | Lugo e anno di morte                            | Sepoltura                              |
| ----------------------------------------- | -------- | ---------------------- | -------------------- | ---------------- | ----------------------------------------------- | -------------------------------------- |
| San Massimo                               |          | 1299                   | 6 dicembre 1305      | Impero bizantino | Vladimir, Principato di Vladimir-Suzdal' (1305) | Cattedrale della Dormizione (Vladimir) |
| San Pietro *trasferitosi a Mosca nel 1325 |          | 1308                   | 1325                 | Volinia          | Mosca, Granducato di Mosca (1326)               | Cattedrale della Dormizione            |

Nel 1325 Pietro spostò la sede della metropolia a Mosca, nel relativo Principato.

### Periodo di Mosca (1325-1448)
| Nome del Metropolita                   | Ritratto   | Inizio metropolitanato | Fine metropolitanato | Provenienza                        | Lugo e anno di morte                | Sepoltura                                       |
| -------------------------------------- | ---------- | ---------------------- | -------------------- | ---------------------------------- | ----------------------------------- | ----------------------------------------------- |
| San Pietro                             | vedi sopra | 1325                   | 21 dicembre 1326     | vedi sopra                         | vedi sopra                          | vedi sopra                                      |
| San Teognoste                          |            | 1328                   | 11 marzo 1353        | Costantinopoli, Impero bizantino   | Mosca, Granducato di Mosca (1353)   | Cattedrale della Dormizione                     |
| Sant'Alessio                           |            | 1354                   | 12 febbraio 1378     | Mosca, Moscovia (1296?)            | Mosca, Granducato di Mosca (1378)   | Monastero di Čudov                              |
| San Cipriano *tornò in carica nel 1390 | vedi sotto | 1381                   | 1382                 | vedi sotto                         | vedi sotto                          | vedi sotto                                      |
| Pimen                                  |            | 1382                   | 1384                 | Impero bizantino                   | Calcedonia, Impero bizantino (1389) | Chiesa di San Giovanni il Battista (Calcedonia) |
| San Dionisio                           |            | 1384                   | 15 ottobre 1385      | Granducato di Mosca (1300?)        | Kiev, Granducato di Mosca (1385)    | Kyevo Pečers'ka Lavra                           |
| San Cipriano *reinsediato              |            | 6 marzo 1390           | 16 settembre 1406    | Bulgaria (1336?)                   | Mosca, Granducato di Mosca (1406)   | Cattedrale della Dormizione                     |
| San Fozio                              |            | 2 settembre 1408       | 2 luglio 1431        | Malvasia, Impero bizantino         | Mosca, Granducato di Mosca (1431)   | Cattedrale della Dormizione                     |
| Isidoro *deposto                       |            | 2 aprile 1437          | 22 marzo 1441        | Malvasia, Impero bizantino (1380?) | Roma, Stato Pontificio (1463)       | Basilica di San Pietro in Vaticano              |

## Metropoliti di Mosca e di tutte le Russie (1448-1589)
Giona fu il primo metropolita ad essere eletto senza l'assenso del Patriarcato ecumenico di Costantinopoli. Ciò rappresentò il passo decisivo verso l'autocefalia della Chiesa ortodossa russa, al cui vertice fu posto il "Metropolita di Mosca e di tutte le Russie". Viceversa, Kiev rimase parte del Patriarcato di Costantinopoli, al pari delle altre terre russe che si trovavano sotto il dominio del Granducato di Lituania.
| Nome del Metropolita                     | Inizio metropolitanato | Fine metropolitanato | Provenienza                            | Lugo e anno di morte                       | Sepoltura                             |
| ---------------------------------------- | ---------------------- | -------------------- | -------------------------------------- | ------------------------------------------ | ------------------------------------- |
| San Giona                                | 15 dicembre 1448       | 31 marzo 1461        | Odnouševo, Granducato di Mosca (1390?) | Mosca, Granducato di Mosca (1461)          | Cattedrale della Dormizione           |
| Teodosio                                 | 3 maggio 1461          | 13 settembre 1464    | Granducato di Mosca                    | Sergiev Posad, Granducato di Mosca (1475)  | Monastero della Trinità di San Sergio |
| Filippo I                                | 11 novembre 1464       | 5 marzo 1473         | Granducato di Mosca                    | Mosca, Granducato di Mosca (1473)          | Cattedrale della Dormizione           |
| Geronzio                                 | 29 giugno 1473         | 28 maggio 1489       | Granducato di Mosca                    | Mosca, Granducato di Mosca (1489)          | Cattedrale della Dormizione           |
| Zosimo                                   | 26 settembre 1490      | 17 maggio 1494       | Granducato di Mosca                    | Sergiev Posad, Granducato di Mosca (1489)  | Monastero della Trinità di San Sergio |
| Simone                                   | 20 settembre 1495      | 30 aprile 1511       | Granducato di Mosca                    | Mosca, Granducato di Mosca (1512)          | Cattedrale della Dormizione           |
| Varlaam                                  | 3 agosto 1511          | 18 dicembre 1521     | Granducato di Mosca                    | Isola Kamennyj, Granducato di Mosca (1533) | Monastero di Kamennyj                 |
| Daniele                                  | 27 febbraio 1522       | 2 febbraio 1539      | Granducato di Mosca                    | Volokolamsk, Granducato di Mosca (1547)    | Monastero di Giuseppe di Volokolamsk  |
| Ioasaf                                   | 9 febbraio 1539        | 3 gennaio 1542       | Granducato di Mosca                    | Sergiev Posad, Regno russo (1555)          | Monastero della Trinità di San Sergio |
| San Macario                              | 19 marzo 1542          | 31 dicembre 1563     | Mosca, Granducato di Mosca (1482)      | Mosca, Regno russo (1563)                  | Cattedrale della Dormizione           |
| Atanasio                                 | 5 marzo 1564           | 16 maggio 1566       | Granducato di Mosca                    | Mosca, Regno russo (1570)                  | Monastero di Čudov                    |
| San Germano *deposto                     | luglio 1566            | luglio 1566          | Starica, Granducato di Mosca (1505)    | Mosca, Regno russo (1567)                  | Monastero Bogoroditskij               |
| San Filippo II                           | 25 luglio 1566         | 4 novembre 1568      | Mosca, Granducato di Mosca (1507)      | Tver', Regno russo (1569)                  | Cattedrale della Dormizione           |
| Cirillo                                  | 11 novembre 1568       | 8 febbraio 1572      | Regno russo                            | Mosca, Regno russo (1572)                  | Monastero Novinskij                   |
| Antonio                                  | maggio 1572            | gennaio 1581         | Regno russo                            | Mosca, Regno russo (1581)                  | Monastero Novospasskij                |
| Dionisio                                 | febbraio 1581          | 13 ottobre 1586      | Regno russo                            | Chutyn, Regno russo (1587)                 | Monastero Chutyn                      |
| San Giobbe *elevato a Patriarca nel 1589 | 11 dicembre 1586       | 23 gennaio 1589      | vedi sotto                             | vedi sotto                                 | vedi sotto                            |

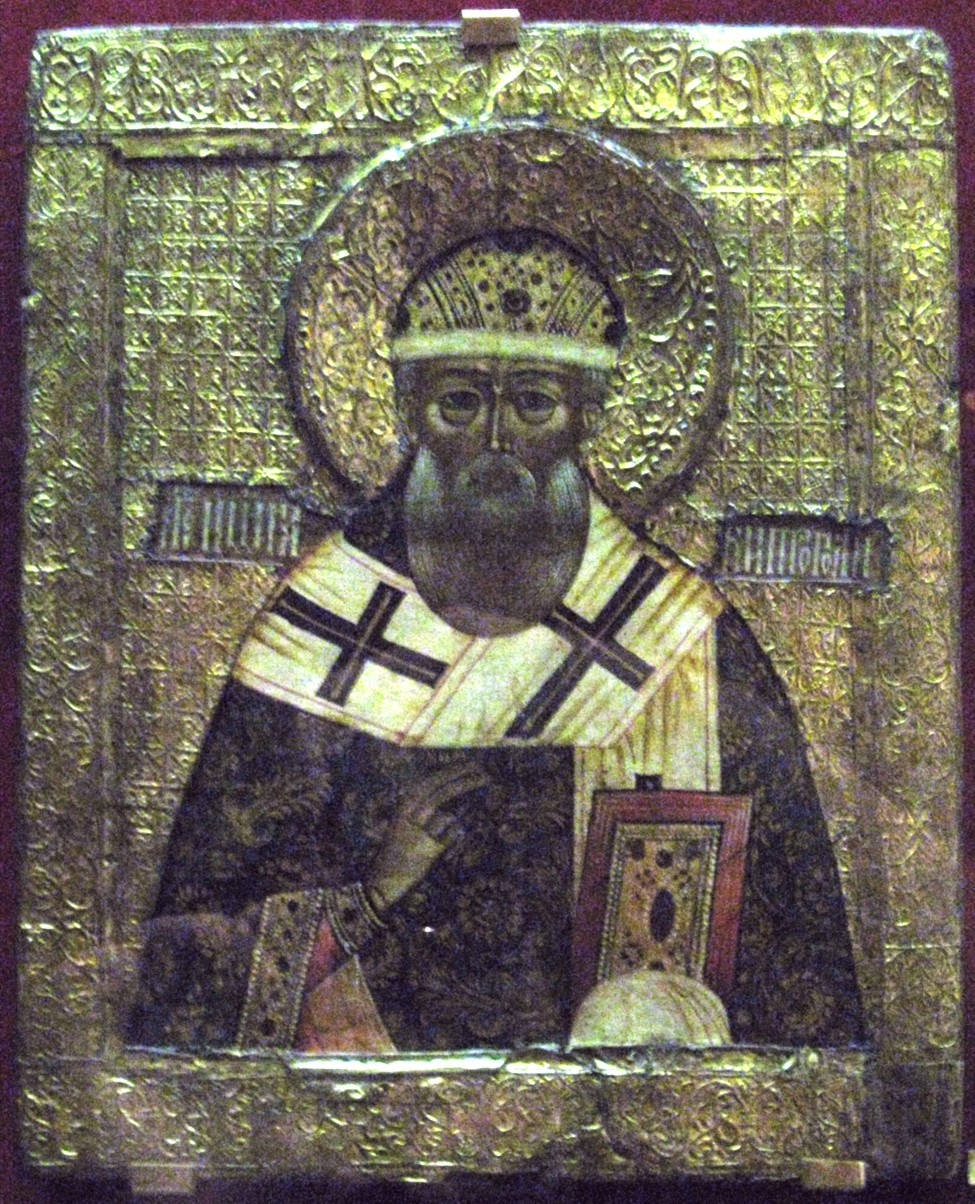
San Giona (1448-1461)
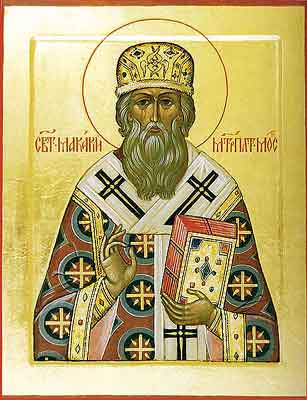
San Macario (1542-1563)
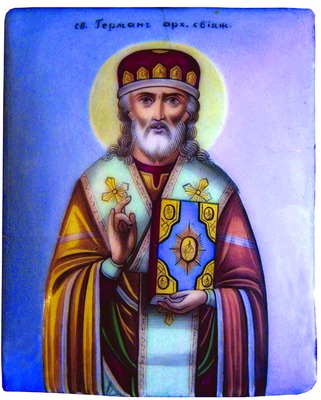
San Germano (luglio 1566)
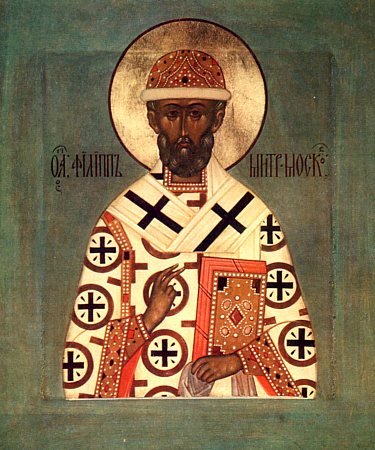
San Filippo (1566-1568)

## Patriarchi di Mosca e di tutte le Russie (1589-1721)
Nel 1589 Giobbe fu elevato al rango di patriarca di Mosca con decreto del patriarca Geremia II di Costantinopoli, riconosciuto poi tale solo di fatto dagli altri Patriarcati. Il nuovo Patriarcato panrusso mirò quindi, ma senza successo, a far parte della vecchia "Pentarchia" dell'Impero romano in luogo di quello di Roma, che invece tale è rimasta.
| Nome del Patriarca                        | Ritratto | Inizio patriarcato | Fine patriarcato | Nome secolare             | Luogo e anno di nascita             | Luogo e anno di morte                          | Sepoltura                             | №  |
| ----------------------------------------- | -------- | ------------------ | ---------------- | ------------------------- | ----------------------------------- | ---------------------------------------------- | ------------------------------------- | -- |
| San Giobbe                                |          | 23 gennaio 1589    | giugno 1605      | Ivan                      | Starica, Granducato di Mosca (1525) | Starica, Regno russo (1607)                    | Cattedrale della Dormizione           | 1  |
| Ignazio *illegittimo                      |          | 24 giugno 1605     | 18 maggio 1606   | Ignatios                  | Creta, Ducato di Candia (1540)      | Vilnius, Confederazione polacco-lituana (1620) |                                       |    |
| Sant'Ermogene                             |          | 3 luglio 1606      | 17 febbraio 1612 | Ermolaj                   | Kazan', Khanato di Kazan' (1530)    | Mosca, Regno russo (1612)                      | Cattedrale della Dormizione           | 2  |
| Filarete                                  |          | 24 giugno 1619     | 1º ottobre 1633  | Fëdor Nikitič Romanov     | Mosca, Regno russo (1553)           | Mosca, Regno russo (1633)                      | Cattedrale della Dormizione           | 3  |
| Ioasaf I                                  |          | 6 febbraio 1634    | 28 novembre 1640 | ignoto                    | Regno russo                         | Mosca, Regno russo (1640)                      | Cattedrale della Dormizione           | 4  |
| Giuseppe                                  |          | 27 marzo 1642      | 15 aprile 1652   | ignoto                    | Vladimir, Regno russo               | Mosca, Regno russo (1652)                      | Cattedrale della Dormizione           | 5  |
| Nikon                                     |          | 25 luglio 1652     | 12 dicembre 1666 | Nikita Minin              | Valmanovo, Regno russo (1605)       | Jaroslavl', Regno russo (1681)                 | Monastero Nuova Gerusalemme           | 6  |
| Ioasaf II                                 |          | 10 febbraio 1667   | 17 febbraio 1672 | ignoto                    | Regno russo                         | Mosca, Regno russo (1672)                      | Cattedrale della Dormizione           | 7  |
| Pitirim                                   |          | 7 luglio 1672      | 19 aprile 1673   | ignoto                    | Suzdal', Regno russo                | Mosca, Regno russo (1673)                      | Cattedrale della Dormizione           | 8  |
| Gioacchino                                |          | 26 luglio 1674     | 17 marzo 1690    | Ivan Petrovič Savelov     | Sibkovo, Regno russo (1621)         | Mosca, Regno russo (1690)                      | Cattedrale della Dormizione           | 9  |
| Adriano                                   |          | 24 agosto 1690     | 16 ottobre 1700  | Andrej                    | Mosca, Regno russo (1637)           | Mosca, Regno russo (1700)                      | Cattedrale della Dormizione           | 10 |
| Vacante *Locum tenens: Stefano di Rjazan' |          | 16 dicembre 1701   | 22 ottobre 1721  | Stefan Ivanovič Javorskij | Javorov, Regno russo (1658)         | Mosca, Impero russo (1722)                     | Cattedrale della Dormizione (Rjazan') |    |

## Metropoliti di Mosca durante il "periodo sinodale" (1721-1917)
Dopo la morte del patriarca Adriano, lo zar Pietro I decise di riformare la struttura della Chiesa. Egli impedì che venisse eletto un nuovo patriarca affidando al metropolita Stefano di Rjazan' il compito di amministrare la Chiesa. Nel 1721 fu fondato il Santo Sinodo Governativo, il nuovo organo supremo, composto dai più importanti esponenti del clero russo (10/12). Mentre a capo dell'eparchia di Mosca dal 1742 fu riposto un vescovo metropolita.
| Nome del Metropolita                             | Ritratto | Inizio metropolitanato | Fine metropolitanato | Nome secolare                      | Luogo e anno di nascita                | Luogo e anno di morte                | Sepoltura                                        |
| ------------------------------------------------ | -------- | ---------------------- | -------------------- | ---------------------------------- | -------------------------------------- | ------------------------------------ | ------------------------------------------------ |
| Giuseppe                                         |          | 1º settembre 1742      | 10 giugno 1745       | Iosif Volčanskij                   | Regno russo                            | Mosca, Impero russo (1745)           | Monastero di Čudov                               |
| Platone I                                        |          | 10 giugno 1745         | 14 giugno 1754       | Pavel Malinovskij                  | Regno russo                            | Mosca, Impero russo (1754)           | Monastero di Čudov                               |
| Sede vacante: Ilarione di Kruticy (Locum tenens) |          | 14 giugno 1754         | 25 gennaio 1758      | Ilarion Grigorovič                 | Sosnicja, Regno russo (1696)           | Mosca, Impero russo (1759)           | Kruticy                                          |
| Timoteo                                          |          | 22 ottobre 1757        | 3 gennaio 1767       | Tichon Ivanovič Šerbackij          | Trypillia, Regno russo (1698)          | Mosca, Impero russo (1767)           | Monastero di Čudov                               |
| Ambrosio                                         |          | 18 aprile 1767         | 16 settembre 1771    | Andrej Stepanovič Zertis-Kamenskij | Nežin, Regno russo (1708)              | Mosca, Impero russo (1771)           | Monastero Donskoj                                |
| Sede vacante: Samuele di Kruticy (Locum tenens)  |          | 16 settembre 1771      | 20 gennaio 1775      | Simeon Grigor'evič Mislavskij      | Poloshki, Impero russo (1731)          | Kiev, Impero russo (1796)            | Cattedrale di Santa Sofia                        |
| Platone II                                       |          | 20 gennaio 1775        | 13 giugno 1811       | Pёtr Georgievič Levšin             | Čarušnikovo, Impero russo (1737)       | Mosca, Impero russo (1812)           | Monastero di Betania                             |
| Agostino                                         |          | 13 giugno 1811         | 3 marzo 1819         | Aleksej Vasil'evič Vinogradskij    | Mosca, Impero russo (1766)             | Sergiev Posad, Impero russo (1819)   | Monastero della Trinità di San Sergio            |
| Serafino                                         |          | 15 marzo 1819          | 29 giugno 1821       | Stefan Vasil'evič Glagolevskij     | Kaluga, Impero russo (1757)            | San Pietroburgo, Impero russo (1843) | Monastero di Aleksandr Nevskij                   |
| San Filarete                                     |          | 3 luglio 1821          | 19 novembre 1867     | Vasilij Michajlovič Drozdov        | Kolomna, Impero russo (1783)           | Mosca, Impero russo (1867)           | Cattedrale di Cristo Salvatore                   |
| Sant'Innocenzo                                   |          | 5 gennaio 1868         | 31 marzo 1879        | Ivan Evseevič Popov-Veniaminov     | Angiskoe, Impero russo (1797)          | Mosca, Impero russo (1879)           | Monastero della Trinità di San Sergio            |
| Macario I                                        |          | 8 aprile 1879          | 9 giugno 1882        | Michail Petrovič Bulgakov          | Surkovo, Impero russo (1816)           | Mosca, Impero russo (1882)           | Monastero della Trinità di San Sergio            |
| Ivannicius                                       |          | 27 giugno 1882         | 17 novembre 1891     | Ivan Maksimovič Rudnev             | Verchnee Skvorčee, Impero russo (1826) | Kiev, Impero russo (1900)            | Kyevo Pečers'ka Lavra                            |
| Leonzio                                          |          | 17 novembre 1891       | 1º agosto 1893       | Ivan Alekseevič Lebedinskij        | Novaja Kalitva, Impero russo (1822)    | Čerkizovo, Impero russo (1893)       | Cattedrale della Dormizione                      |
| Sergio                                           |          | 9 agosto 1893          | 11 febbraio 1898     | Nikolaj Jakovlevič Ljapidevskij    | Tula, Impero russo (1820)              | San Pietroburgo, Impero russo (1898) | Monastero della Dormizione (San Pietroburgo)     |
| San Vladimiro                                    |          | 21 febbraio 1898       | 23 novembre 1912     | Vasilij Nikiforovič Bogojavlenskij | Tambov, Impero russo (1848)            | Kiev, Unione Sovietica (1918)        | Kyevo Pečers'ka Lavra                            |
| San Macario II                                   |          | 25 novembre 1912       | 20 marzo 1917        | Michail Andreevič Nevskij          | Šapkino, Impero russo (1835)           | Kotel'niki, Unione Sovietica (1925)  | Chiesa di San Macario Glukhariov (Gorno-Altajsk) |

## Patriarchi di Mosca e di tutte le Russie (dal 1917 ad oggi)
Durante gli sconvolgimenti che colpirono la Russia nel 1917 in seguito alla Rivoluzione russa, il metropolita Macario dovette dimettersi in marzo. Il 21 giugno Tichon fu eletto vescovo di Mosca dal Congresso diocesano del clero e dei laici ed il 14 agosto fu nominato metropolita. Il 5 novembre venne candidato e scelto quale nuovo patriarca di Mosca e di tutte le Russie (undicesimo) e intronizzato un mese dopo. Tra il 1925 e il 1943 le autorità sovietiche impedirono l'elezione di nuovi patriarchi e la Chiesa venne governata dai "locum tenens" Pietro di Kruticy (1925-1936) e Sergio (1936-1943), il futuro patriarca. Tuttavia, Pietro di Kruticy poté assolvere le proprie funzioni solo fino al 1926, anno in cui fu imprigionato. Toccò quindi al metropolita Sergio guidare effettivamente la Chiesa dal 1926 in poi, anche se egli venne riconosciuto come "locum tenens" ufficiale solo nel 1936, divenendo poi il dodicesimo patriarca di Mosca nel settembre 1943. L'elezione del nuovo patriarca fu resa possibile anche dalla parziale distensione dei rapporti tra il clero ortodosso e il dittatore Stalin durante la seconda guerra mondiale.
| №  | Nome                                                           | Ritratto | Nascita                                  | Patriarcato       | Patriarcato       | Morte                                             | Nome secolare                  | Sepoltura                             |
| №  | Nome                                                           | Ritratto | Nascita                                  | Inizio            | Fine              | Morte                                             | Nome secolare                  | Sepoltura                             |
| -- | -------------------------------------------------------------- | -------- | ---------------------------------------- | ----------------- | ----------------- | ------------------------------------------------- | ------------------------------ | ------------------------------------- |
| 11 | San Tichon                                                     |          | Toropeč, Impero russo 31 gennaio 1865    | 4 dicembre 1917   | 7 aprile 1925     | Mosca, R.S.F.S.R 7 aprile 1925 (60 anni)          | Vasilij Ivanovič Bellavin      | Monastero Donskoj                     |
| -  | Sede vacante: San Pietro di Kruticy (Locum tenens)             |          | Storoževoje, Impero russo 10 luglio 1862 | 12 aprile 1925    | 10 ottobre 1937   | Magnitogorsk, R.S.F.S.R 10 ottobre 1937 (75 anni) | Pyotr Fyodorovič Polyansky     | Monastero di Magnitogorsk             |
| -  | Sede vacante: Sergio di Nizhny Novgorod (Locum tenens)         |          | Arzamas, Impero russo 23 gennaio 1867    | 27 dicembre 1936  | 12 settembre 1943 | Mosca, R.S.F.S.R 15 maggio 1944 (77 anni)         | Ivan Nicolaevič Starogorodskij | Cattedrale dell'Epifania in Elochovo  |
| 12 | Sergio                                                         |          | Arzamas, Impero russo 23 gennaio 1867    | 12 settembre 1943 | 15 maggio 1944    | Mosca, R.S.F.S.R 15 maggio 1944 (77 anni)         | Ivan Nicolaevič Starogorodskij | Cattedrale dell'Epifania in Elochovo  |
| -  | Sede vacante: Alessio di Leningrado e Novgorod (Locum tenens)  |          | Mosca, Impero russo 8 novembre 1877      | maggio 1944       | 4 febbraio 1945   | Peredelkino, R.S.F.S.R 17 aprile 1970 (92 anni)   | Sergej Vladimirovič Simanskij  | Monastero della Trinità di San Sergio |
| 13 | Alessio I                                                      |          | Mosca, Impero russo 8 novembre 1877      | 4 febbraio 1945   | 17 aprile 1970    | Peredelkino, R.S.F.S.R 17 aprile 1970 (92 anni)   | Sergej Vladimirovič Simanskij  | Monastero della Trinità di San Sergio |
| -  | Sede vacante: Pimen di Krutitsy e Kolomna (Locum tenens)       |          | Kobylin, Impero russo 23 luglio 1910     | 18 aprile 1970    | 3 giugno 1971     | Mosca, R.S.F.S.R 3 maggio 1990 (79 anni)          | Sergej Michailovič Izvekov     | Monastero della Trinità di San Sergio |
| 14 | Pimen                                                          |          | Kobylin, Impero russo 23 luglio 1910     | 3 giugno 1971     | 3 maggio 1990     | Mosca, R.S.F.S.R 3 maggio 1990 (79 anni)          | Sergej Michailovič Izvekov     | Monastero della Trinità di San Sergio |
| -  | Sede vacante: Filarete di Kiev (Locum tenens)                  |          | Blagodatnoye, RSSU 23 gennaio 1929       | 3 maggio 1990     | 7 giugno 1990     |                                                   | Mykhailo Antonovič Denysenko   |                                       |
| 15 | Alessio II                                                     |          | Tallinn, Estonia 23 febbraio 1929        | 7 giugno 1990     | 5 dicembre 2008   | Mosca, Russia 5 dicembre 2008 (79 anni)           | Aleksej Michajlovič Ridiger    | Cattedrale dell'Epifania in Elochovo  |
| -  | Sede vacante: Cirillo di Smolensk e Kaliningrad (Locum tenens) |          | Leningrado, R.S.F.S.R 20 novembre 1946   | 6 dicembre 2008   | 1º febbraio 2009  |                                                   | Vladimir Michajlovič Gundjaev  |                                       |
| 16 | Cirillo                                                        |          | Leningrado, R.S.F.S.R 20 novembre 1946   | 1º febbraio 2009  | in carica         |                                                   | Vladimir Michajlovič Gundjaev  |                                       |